# Südamerikaspiele 2010/Badminton (Mannschaft)
Bei den Südamerikaspielen 2010 wurden im Badminton sechs Konkurrenzen durchgeführt. Die Team-Wettbewerbe fanden vom 19. bis 20. März 2010 statt.

## Medaillengewinner
| Gold | Silber                                                                                                 | Bronze                                                                                 |
| --- | --- | -------------------------------------------------------------------------------------- |
| Cristina Aicardi Andrés Corpancho Antonio de Vinatea Bruno Monteverde Rodrigo Pacheco Claudia Rivero Katherine Winder Claudia Zornoza Peru | Hugo Arthuso Yasmin Cury Marina Eliezer Daniel Paiola Paula Pereira Fabiana Silva Alex Tjong Brasilien | Crystal Leefmans Quennie Pawirosemito Virgil Soeroredjo Mitchel Wongsodikromo Suriname |

## Resultate

### Gruppenphase
Gruppe A
| Team        | Contest | Contest | Contest | Contest | Matches | Matches | Matches | Games | Games | Games |
| Team        | Pts     | Pld     | W       | L       | W       | L       | Rt      | W     | L     | Rt    |
| ----------- | ------- | ------- | ------- | ------- | ------- | ------- | ------- | ----- | ----- | ----- |
| Peru        | 2       | 2       | 2       | 0       | 10      | 0       | Max     | 20    | 0     | Max   |
| Argentinien | 1       | 2       | 1       | 1       | 4       | 6       | 0.667   | 9     | 13    | 0.692 |
| Kolumbien   | 0       | 0       | 2       | 2       | 1       | 9       | 0.111   | 3     | 19    | 0.158 |

| 2010-03-19  |       |             |
| Argentinien | 4 – 1 | Kolumbien   |
| Peru        | 5 – 0 | Kolumbien   |
| 2010-03-20  |       |             |
| Peru        | 5 – 0 | Argentinien |

Gruppe B
| Team      | Contest | Contest | Contest | Contest | Matches | Matches | Matches | Games | Games | Games |
| Team      | Pts     | Pld     | W       | L       | W       | L       | Rt      | W     | L     | Rt    |
| --------- | ------- | ------- | ------- | ------- | ------- | ------- | ------- | ----- | ----- | ----- |
| Brasilien | 3       | 3       | 3       | 0       | 14      | 1       | 14.000  | 28    | 5     | 5.600 |
| Suriname  | 2       | 3       | 2       | 1       | 8       | 7       | 1.143   | 17    | 15    | 1.133 |
| Chile     | 1       | 3       | 1       | 2       | 5       | 10      | 0.500   | 12    | 21    | 0.571 |
| Ecuador   | 0       | 3       | 0       | 3       | 3       | 12      | 0.250   | 8     | 24    | 0.333 |

| 2010-03-19 |       |          |
| Chile      | 3 – 2 | Ecuador  |
| Brasilien  | 4 – 1 | Suriname |
| Brasilien  | 5 – 0 | Ecuador  |
| Chile      | 2 – 3 | Suriname |
| 2010-03-20 |       |          |
| Brasilien  | 5 – 0 | Chile    |
| Ecuador    | 1 – 4 | Suriname |

### Halbfinale
| 20. März 2010 | Argentinien | 0 – 3 | Brasilien |
|               | Peru        | 3 – 0 | Suriname  |

### Finalrunde

#### Spiel um 5. Platz
| 20. März 2010 | Kolumbien | 0 – 3 | Chile |

#### Spiel um 3. Platz
| 20. März 2010 | Suriname | 3 – 0 | Argentinien |

#### Finale
| 20. März 2010 | Peru | 3 – 1 | Brasilien |